# 世界ソビエト社会主義共和国

「世界ソビエト社会主義共和国」の国旗とされる「真紅の旗」。鎌と槌のような「余分な印」を排している。

世界ソビエト社会主義共和国（せかいソビエトしゃかいしゅぎきょうわこく、World Soviet Socialist Republic）とは、日本の新左翼活動家の太田竜が掲げた「世界革命」後に樹立される世界統一国家の国名。

## 概要
中国共産党の例のように「党→軍→国」の順で組織化するのではなく、世界人民の団結の維持と組織細分化を防ぐためには「国→軍→党」の順でなければならないとする。この理念に賛同する者は、最初に党ではなく「世界ソビエト社会主義共和国」に忠誠を誓わなければならないとする。

## 建国50年計画

### 第一段階
「世界ソビエト社会主義共和国」の思想や要綱を宣伝し、世界人民に浸透を図る。おおむね5年間に実現させる。

### 第二段階
「世界ソビエト社会主義共和国」の理念に基づく「評議会」を招集し、世界革命を志向する諸部隊を集約する。そして下記の方面軍を組織し、おおむね30年間で戦線の拡大を図る。
- 第一方面軍 - アジア、アラブ、アフリカ、大洋州、アメリカ合衆国
- 第二方面軍 - ヨーロッパ、アラブ、アフリカ、アメリカ合衆国
- 第三方面軍 - ラテンアメリカ
- 第四方面軍 - 宇宙

※「第一方面軍」と「第二方面軍」の活動範囲が重複しているが、参考資料の記述通りに記す。

### 第三段階
「世界ソビエト社会主義共和国憲法」を採択し、政府を樹立する。そして大国に宣戦布告し、おおむね15年間で世界征服を完了し、「世界革命」を成就させる。